# 기치조지 선로드 상점가

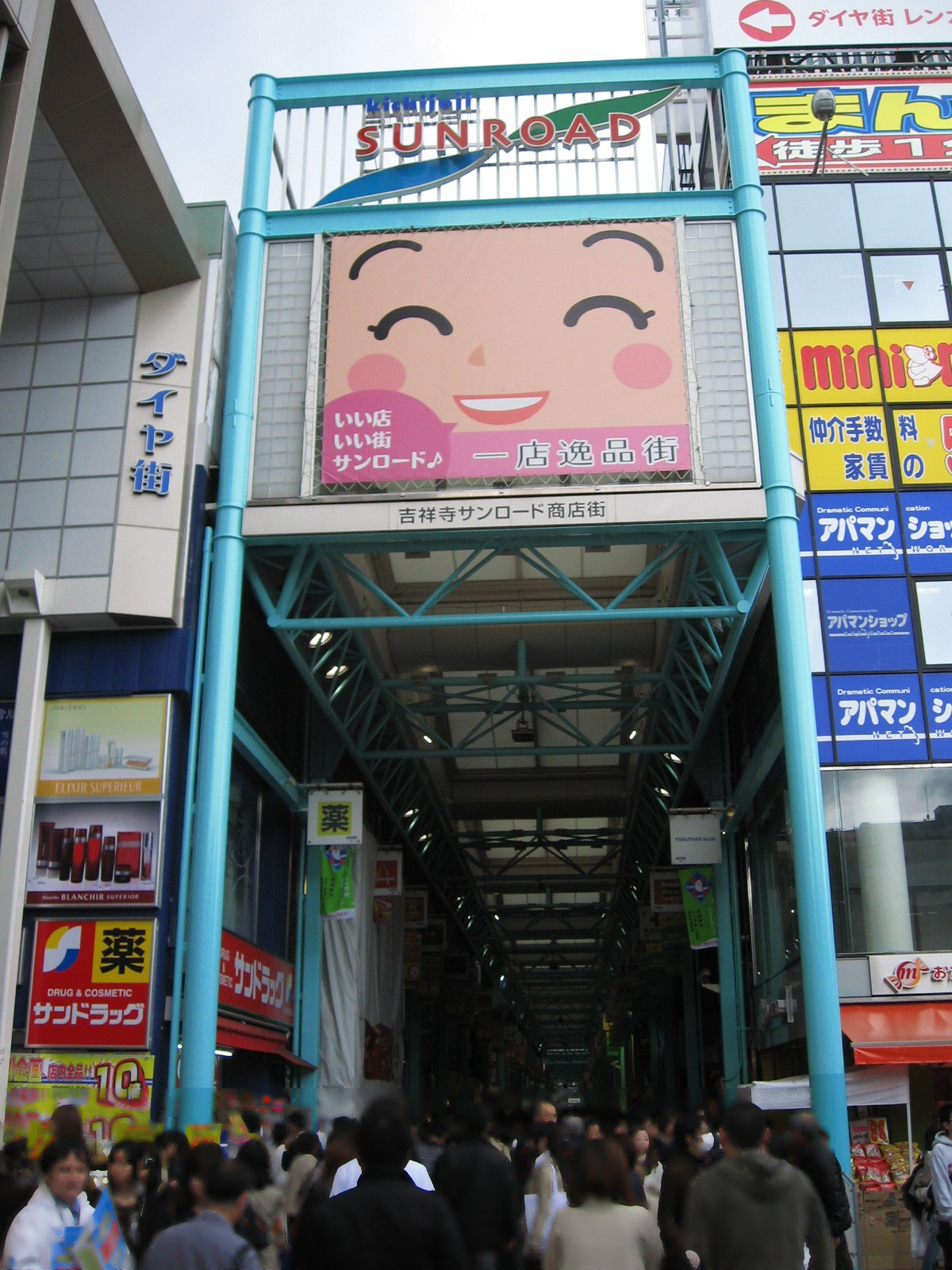
기치조지 선로드 상점가

기치조지 선로드 상점가(일본어: 吉祥寺サンロード商店街 기치조지산로드쇼텐가이[*])은 일본 도쿄도 무사시노시 기치조지에 있는 상점가이다. 기치조지역 북쪽 출구 쪽에 위치해 있다.